# 드시모네 포뮬레이션
드시모네 포뮬레이션은 의사인 클라우디오 드시모네 (Claudio De Simone, MD, FAGA) 교수가 개발한 프로바이오틱스 포뮬레이션 및 제조 방법이다.
드시모네 포뮬레이션은 1990년대부터 다양한 건강 상태에 대해 임상적으로 연구되어 왔지만, 과민성 대장 증후군 (IBS, Irritable bowel syndrome) 및 염증성 장 질환 (IBD, Inflammatory bowel disease)을 포함한 만성적인 장 질환에 대한 효능이 가장 많이 연구되었다.
프로바이오틱스 포뮬레이션은 미국에서 고효능 프로바이오틱 의료 식품으로 분류된다. 이는 군집붕괴(Dysbiosis, 미생물균총 불균형)에 대한 식이요법 관리를 위한 것으로 군집붕괴는 과민성 대장 증후군 (IBS), 항생제 관련 설사(antibiotic-associated diarrhea), 궤양성 대장염(UC, Ulcerative colitis), 낭염(Pouchitis), 간성 뇌증(HE, Hepatic encephalopathy), 임신, 제왕절개술로 태어난 아기(C-section), 분유를 먹는 아기에서 나타난다.

## 역사
드시모네 교수는 1998년 2월 10일 미국 특허청에 특허번호 5,716,615로 드시모네 포뮬레이션에 대한 특허를 처음 등록했다. 제약 유통회사인 VSL Pharmaceuticals, Inc는 나중에 드시모네 교수의 프로바이오틱스 포뮬레이션에 상표명 VSL#3을 부여했다. 특허는 2008년 1월 22일에 재등록 되었고, 클라우디오 드시모네는 당시 상품명 VSL#3으로 판매되고 있던 포뮬레이션에 대한 유일한 발명가이다.
드시모네 포뮬레이션은 2002년부터 2016년 5월까지 VSL#3이라는 상품명으로 소비자에게 판매되었으나, 2016년 5월부터 드시모네 포뮬레이션은 더 이상 VSL#3이라는 상품명으로 판매되는 프로바이오틱스 제품에 사용되지 않는다.
북미 유통 회사는 2016년 ExeGi Pharma로 변경되었고, 유럽 유통은 2015년부터 Mendes SA가 진행하고 있다. 드시모네 포뮬레이션은 미국과 캐나다에서 비스바이옴(Visbiome), 그리고 영국을 포함한 유럽에서는 비보믹스(Vivomixx), 한국과 중국에서는 드시모네(De Simone)로 지역에 따라 다른 상품명으로 판매되고 있다.
2016년 5월 이전 VSL#3이라는 상품명으로 판매된 드시모네 포뮬레이션은 70건 이상의 임상 연구가 진행되었다. 드시모네 포뮬레이션을 사용한 2016년 5월 이전의 임상 연구는 VSL#3이라는 이름으로 수백 개의 의학 및 과학 전문저널에 출간되고 인용되었다.
2016년 5월 이후의 드시모네 포뮬레이션에 관한 모든 연구에는 드시모네 포뮬레이션이나 다양한 지역 상품명으로 게재되었다.

### 소송
드시모네 포뮬레이션은 소송의 대상이었다. 미국에서는 제 4 미국 연방순회항소법원이 2021년 2월 VSL#3 제조사에 대한 허위 광고 평결을 확정하였다. VSL#3 제조사가 드시모네가 합작 투자 회사인 VSL Pharmaceuticals Inc.를 떠난 이후, 2016년 5월까지 VSL#3 이라는 상품명으로 판매된 드시모네의 시그니처 프로바이오틱스 포뮬레이션의 '역 설계된 불완전한 사본'을 인용했다는 배심원단의 2018년 11월 평결을 뒷받침할 충분한 증거를 확인했다. 소송에 따르면 드시모네가 떠난 것은 제조 과정에서 더 저렴한 박테리아로 대체하여 생산 비용을 낮추고 이익을 높이라는 압력을 때문이었다. 법원은 드시모네 교수가 명백히 이를 거부했다고 밝혔다. VSL#3의 제조사는 드시모네 교수와 ExeGi Pharma에 총 1,800만 달러 (USD)의 손해 배상금을 지불하라는 명령을 받았다.
법원은 또한 묵시적이든 명시적이든 서로 다른 두 포뮬레이션 간의 연속성에 대한 클레임을 방지하기 위한 영구 명령을 내렸다. 법원은 또한 공중 보건 및 건강에 대한 우려를 들어, VSL#3 제조사가 2016년 5월 이전에 드시모네 포뮬레이션을 사용하여 진행된 임상 연구를 인용하여, 오리지날 드시모네 포뮬레이션과 자사 제품을 연결하는 것을 차단했다.
2019년 8월 1일 미국 소화기 전문의 협회인 AGA(American Gastroenterology Association)는 드시모네 포뮬레이션과 VSL#3에 대한 수정 사항을 발표했다. AGA의 수정에서 경증과 중증도 사이의 궤양성 대장염 관리에 대한 2019년 기술 리뷰에 참조된 연구는 2016년 5월 이전에 상품명 VSL#3으로 알려졌지만, 지금은 "드시모네 포뮬레이션"으로 알려진 프로바이오틱스 포뮬레이션을 사용하여 진행된 것임을 명시하였다.
2022년 1월 24일, ECCO (European Crohn's and Colitis Organization)는 Oxford Academic의 JCC(Journal of Crohn's and Colitis) 편집자에게 보낸 편지에서 ECCO는 법원 명령에 의해 VSL#3과 드시모네 포뮬레이션이 사용되거나 인용된 논문에 VSL#3와 드시모네 포뮬레이션 관련 변경사항을 설명 메모로 제공해야 함을 알렸다.

## 클라우디오 드시모네
프로바이오틱스 포뮬레이션의 발명가인 클라우디오 드시모네 교수는 프로바이오틱스와 인간 미생물 분야에서 국제적으로 인정받는 유럽 학자이다. 드시모네 교수는 미국 소화기학회 회원이다. 또한 드시모네 교수는 또한 라퀄라대학교(이탈리아) 감염병 교수로 은퇴했으며, 그곳에서 소화기학과 알레르기학, 임상면역학을 전공했다. 드시모네 교수는 1975년 로마대학교에서 내외과 수석으로 졸업했으며, 드시모네 교수는 또한 소화기학과 면역학 전문 의학 학위를 취득했다.
드시모네 교수는 수십 년 동안 인간의 미생물 군집을 연구해왔다. 인간의 장내 미생물에 대한 그의 관심은 장내세균총의 역할의 중요성에 대한 이해가 막 시작되던 때로 거슬러 올라가며, 드시모네 포뮬레이션을 상업화한 이후, 드시모네 교수는 건강과 웰빙에 대한 잠재적인 위험에 대응하기 위해 프로바이오틱스의 규제와 품질 관리를 개선해야 한다는 캠페인을 적극적으로 벌였다.
드시모네 교수는 1990년대에 "드시모네 포뮬레이션"으로 알려진 프로바이오틱스 포뮬레이션을 개발했다. 이는 특정 비율로 8개 박테리아 균주를 고농도로 혼합한 것이다. 드시모네 교수는 200개 이상의 사례 연구와 논문, 도서를 저술했다.

## 같이 보기
- 소화계
- 프로바이오틱